# Rijeka Crnojevića
Rijeka Crnojevića (cyr. Ријека Црнојевића) – miasto w Czarnogórze, w gminie Cetynia. W 2011 roku liczyło 175 mieszkańców.
Przez miasto przepływa rzeka o tej samej nazwie. Leży na obszarze Parku Narodowego Jeziora Szkoderskiego.